# M. Emmet Walsh

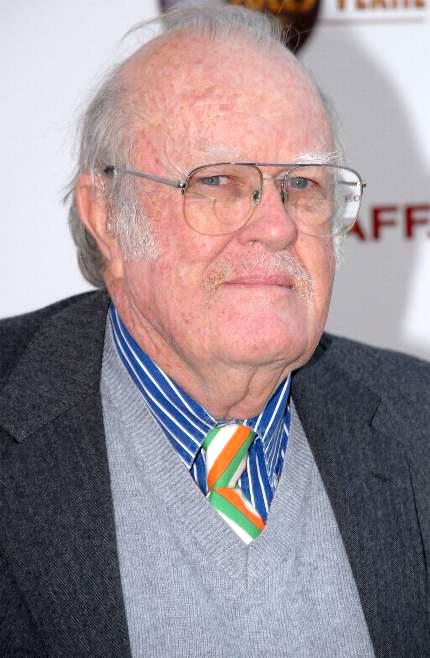
M. Emmet Walsh (2007)

Michael Emmet Walsh (* 22. März 1935 in Ogdensburg, New York; † 19. März 2024 in St. Albans, Vermont) war ein US-amerikanischer Schauspieler.

## Leben und Karriere
Walsh, der irischer Abstammung war, wurde als Sohn von Agnes Katherine und Harry Maurice Walsh, einem Zollmitarbeiter, geboren. Er wuchs in Vermont auf und studierte an der Clarkson University in Potsdam, New York. Nach seinem Abschluss dort begann er Ende der 1960er Jahre seine Karriere als Schauspieler und trat in insgesamt über 200 Film- und Fernsehproduktionen auf, zumeist als Nebendarsteller.
Sein erster Kinofilm war der oscarprämierte Asphalt-Cowboy, in dem Walsh aber nur eine Komparsenrolle als Buspassagier hatte. Auch in den 1970er-Jahren blieben die meisten seiner Rollen klein, bis er 1978 mit dem Kriminaldrama Stunde der Bewährung mit Dustin Hoffman erstmals auf sich aufmerksam machen konnte. Anschließend spielte er unter anderem in Blade Runner (1982) mit Harrison Ford als Captain Harry Bryant sowie in Verrückte Weihnachten (2004) als Nachbar von Tim Allen. Für seine Darstellung im Thriller Blood Simple – Eine mörderische Nacht gewann er 1986 einen Independent Spirit Award als bester männlicher Hauptdarsteller.
Der einflussreiche Filmkritiker Roger Ebert formulierte die Stanton-Walsh-Regel, die besagt, dass kein Film, in dem Walsh oder Harry Dean Stanton mitspielen, völlig schlecht sein könne.
Walsh starb am 19. März 2024 im Alter von 88 Jahren in einem Krankenhaus in St. Albans infolge eines Herzinfarktes.

## Filmografie (Auswahl)

### Kino
- 1969: Asphalt-Cowboy (Midnight Cowboy)
- 1969: Stiletto
- 1969: Alice’s Restaurant
- 1970: Der Weg in den Abgrund (End of the Road)
- 1970: Little Big Man
- 1971: Flucht vom Planet der Affen (Escape from the Planet of the Apes)
- 1971: Der 25 Millionen Dollar Preis (Cold Turkey)
- 1971: Der verkehrte Sherlock Holmes (They Might Be Giants)
- 1972: Is’ was, Doc? (What’s Up, Doc?)
- 1973: Serpico
- 1974: Spieler ohne Skrupel (The Gambler)
- 1975: Das Nervenbündel (The Prisoner of Second Avenue)
- 1976: Dieses Land ist mein Land (Bound for Glory)
- 1976: Mikey und Nicky (Mikey and Nicky)
- 1977: Großalarm (Red Alert)
- 1977: Verschollen im Bermuda-Dreieck (Airport ’77)
- 1977: Schlappschuss (Slap Shot)
- 1978: Stunde der Bewährung (Straight Time)
- 1979: Reichtum ist keine Schande (The Jerk)
- 1980: Brubaker
- 1980: Hebt die Titanic (Raise the Titanic)
- 1980: Eine ganz normale Familie (Ordinary People)
- 1981: Reds
- 1982: Straße der Ölsardinen (Cannery Row)
- 1982: Blade Runner
- 1983: Silkwood
- 1984: Blood Simple – Eine mörderische Nacht (Blood Simple)
- 1984: Missing in Action
- 1984: Der Pate von Greenwich Village (The Pope of Greenwich Village)
- 1985: Fletch – Der Troublemaker (Fletch)
- 1986: American Wildcats (Wildcats)
- 1986: Critters – Sie sind da! (Critters)
- 1986: Rocket Man (The Best of Times)
- 1986: Mach’s noch mal, Dad (Back To School)
- 1987: Arizona Junior (Raising Arizona)
- 1987: Bigfoot und die Hendersons (Harry and the Hendersons)
- 1987: No Man’s Land – Tatort 911 (No Man’s Land)
- 1987: Das gebrochene Gelübde (Broken Vows)
- 1988: Milagro – Der Krieg im Bohnenfeld (The Milagro Beanfield War)
- 1988: Süchtig (Clean and Sober)
- 1988: Sunset – Dämmerung in Hollywood (Sunset)
- 1989: Red Scorpion
- 1989: Heart Power (Catch Me If You Can)
- 1989: Big Bad Man (The Mighty Quinn)
- 1990: Narrow Margin – 12 Stunden Angst (Narrow Margin)
- 1992: Equinox
- 1992: White Sands – Der große Deal (White Sands)
- 1993: Music of Chance
- 1994: Cops & Robbersons – Das haut den stärksten Bullen um (Cops and Robbersons)
- 1994: Ferien total verrückt (Camp Nowhere)
- 1995: Free Willy 2 – Freiheit in Gefahr (Free Willy 2: The Adventure Home)
- 1995: Panther
- 1996: Die Jury (A Time to Kill)
- 1996: Albino Alligator
- 1996: William Shakespeares Romeo + Julia (William Shakespeares Romeo + Juliet)
- 1997: Retroactive
- 1997: Die Hochzeit meines besten Freundes (My Best Friend’s Wedding)
- 1998: Im Zwielicht (Twilight)
- 1999: Wild Wild West
- 1999: Der Gigant aus dem All (The Iron Giant, Stimme)
- 2000: Jack of Hearts – Abrechnung in Las Vegas (Jack of Hearts)
- 2002: Snowdogs – Acht Helden auf vier Pfoten (Snow Dogs)
- 2004: Verrückte Weihnachten (Christmas with the Kranks)
- 2005: Im Rennstall ist das Zebra los (Racing Stripes)
- 2007: Big Stan
- 2008: Sherman’s Way
- 2009: Youth in Revolt
- 2010: Chasing 3000
- 2012: Das wundersame Leben des Timothy Green (The Odd Life of Timothy Green)
- 2013: Ein tolles Leben (Arthur Newman)
- 2013: Boiling Pot
- 2014: Am Sonntag bist du tot (Calvary)
- 2015: The Scorpion King 4 – Der verlorene Thron (The Scorpion King: The Lost Throne)
- 2019: Knives Out – Mord ist Familiensache (Knives Out)
- 2022: A Little White Lie
- 2024: Brothers (posthume Veröffentlichung)

### Fernsehen
- 1968: The Doctors (1 Folge)
- 1975: Die Waltons (The Waltons, 1 Folge)
- 1975/1976: Baretta (2 Folgen)
- 1976: Starsky & Hutch (Starsky and Hutch, 2 Folgen)
- 1979: Victor Charlie ruft Lima Sierra (The French Atlantic Affair; Miniserie)
- 1981: Unsere kleine Farm (Little House on the Prairie, 1 Folge)
- 1986: Letzte Ruhe (Resting Place, Fernsehfilm)
- 1986: Unglaubliche Geschichten (Amazing Stories, Fernsehserie, Folge 2x03)
- 1989: Der Bischof des Teufels (Unsub; 9 Folgen)
- 1989: Geheimbund der Rose (Brotherhood of the Rose, Miniserie)
- 1989: Geschichten aus der Gruft (Tales from the Crypt, Folge 1x06)
- 1994: Hör mal, wer da hämmert (Home Improvement, Folgen 3x16, 4x12)
- 1999: Akte X – Die unheimlichen Fälle des FBI (The X–Files, Folge 6x19)
- 2000: Ed – Der Blinganwalt (Ed, Folge 1x06)
- 2001: Frasier (Fernsehserie, Folge 9x11)
- 2003: The Guardian – Retter mit Herz (The Guardian, Folge 3x02)
- 2012: Damages – Im Netz der Macht (Damages, 3 Folgen)
- 2015: Empire (Folge 1x08)
- 2019: Sneaky Pete (7 Folgen)

## Auszeichnungen
- 1986: Independent Spirit Award als bester männlicher Hauptdarsteller in Blood Simple – Eine mörderische Nacht
- 2007: Method Fest als bestes Schauspielerensemble